# Die DDR-Bibliothek
Die DDR-Bibliothek ist eine Buchreihe im Verlag Faber & Faber in Leipzig, die von 1995 bis 2003 in 24 Bänden erschien.

## Geschichte
Die Leipziger Verleger Elmar und Michael Faber gaben seit 1995 ausgewählte Werke heraus, die sie für repräsentativ für die Geschichte der Literatur in der DDR hielten. Darin enthalten waren sowohl Autoren, die der DDR positiv gegenüberstanden, wie Johannes R. Becher und Anna Seghers, als auch Titel, die überhaupt nicht in der DDR erscheinen konnten, wie Vor den Vätern sterben die Söhne von Thomas Brasch oder Das geht seinen Gang von Erich Loest. Vertreten waren bekannte Autoren wie Christa Wolf, Heiner Müller und Christoph Hein, und heute nur noch wenig bekannte wie Karl-Heinz Jakobs und Werner Heiduczek. Nicht aufgenommen wurden wichtige Schriftsteller wie Stefan Heym, Franz Fühmann und Günter de Bruyn. Ausgewählt wurde meist nicht der erfolgreichste Titel eines Autors, sondern ein weniger bekannter, wie Das Impressum statt Die Aula von Hermann Kant oder Horns Ende statt Der fremde Freund von Christoph Hein.
Der geplante 22. Band mit 108 Gedichten konnte 2002 nicht erscheinen, da die Lyriker Wolf Biermann, Günther Kunert und Reiner Kunze ihre Zustimmung dazu verweigerten. 2003 wurde die ursprünglich auf vierzig Titel angelegte Reihe mit dem 25. Band abgeschlossen.

## Bände
- 1. Johannes R. Becher, Der Aufstand im Menschen, 1995
- 2. Werner Heiduczek, Tod am Meer, 1995
- 3. Karl-Heinz Jakobs, Beschreibung eines Sommers, 1995
- 4. Irmtraud Morgner, Amanda, 1995
- 5. Heiner Müller, Der Lohndrücker und Die Umsiedlerin, 1995
- 6. Alfred Wellm, Pause für Wanzka oder Die Reise nach Descansar, 1995
- 7. Adolf Endler, Schichtenflotz, 1996
- 8. Christoph Hein, Horns Ende, 1996
- 9. Erik Neutsch,  Spur der Steine, 1996
- 10. Wolfgang Hilbig, Die Weiber, 1996
- 11. Hanns Eisler, Johann Faustus, Oper, 1996
- 12. Christa Wolf Der geteilte Himmel, 1996
- 13. Klaus Schlesinger, Alte Filme, 1997
- 14 Damals. Erzählungen aus der DDR. Band 1 1949–1969, herausgegeben von  Günther Drommer, 1997
- 15 Thomas Brasch, Vor den Vätern sterben die Söhne, 1998
- 16. Die Kraft der Empfindlichkeit. Essays 1949–1990, herausgegeben von Werner Liersch, 1998
- 17. Hermann Kant, Das Impressum, 1999
- 18. Herbert Otto, Der Traum vom Elch, 1999
- 19. Erzählungen aus der DDR 2. Hier und dort – neulich vor langer Zeit. 1970–1990, herausgegeben von Günther Drommer, 2000
- 20. Volker Braun, Hinze-Kunze-Roman, 2000
- 21 Anna Seghers, Überfahrt, 2001
- 23. Erwin Strittmatter, Ole Bienkopp, 2003
- 24. Jurek Becker, Aller Welt Freund, 2002
- 25. Erich Loest, Das geht seinen Gang oder Die Mühen in unserer Ebene, 2003